# Yann Raskin
Yann Raskin (hebräisch יאן רסקין; * 22. Juni 2005 in Tel Aviv) ist ein israelischer Eishockeyspieler, der seit 2023 bei den Brantford Bandits in der Greater Ontario Junior Hockey League unter Vertrag steht. Zudem spielt er ebenfalls seit 2023 für das Team Israel U20 in der Sommerliga Israel Elite Hockey League.

## Karriere
Yann Raskin, der in Tel Aviv geboren wurde, begann seine Karriere als Eishockeyspieler bei den Rishon Devils in der südlich seiner Geburtsstadt liegenden Großstadt Rischon LeZion. Nachdem er 2021 bei den Holon Vipers in der Sommerliga Israel Elite Hockey League gespielt hatte und dort Vizemeister geworden war, wechselte er nach Kanada. Dort spielt er seit 2022 in der Greater Ontario Junior Hockey League, derzeit bei den Brantford Bandits.
Zudem spielt er seit 2023 für das Team Israel U20 in der Sommerliga Israel Elite Hockey League.

### International
Im Nachwuchsbereich spielte Raskin mit der israelischen U18-Auswahl bei der U18-Weltmeisterschaft 2023 in der Division III und stieg mit dem Team in die Division II auf.
Mit der Herren-Nationalmannschaft nahm Raskin erstmals an der Weltmeisterschaft der Division II 2023 teil.

## Erfolge und Auszeichnungen
- 2023 Aufstieg in die Division II, Gruppe B, bei der U18-Weltmeisterschaft der Division III, Gruppe A